# Onthophagus moroni
Onthophagus moroni là một loài bọ cánh cứng trong họ Bọ hung (Scarabaeidae).